# Lucernariopsis
Lucernariopsis är ett släkte av nässeldjur som beskrevs av Uchida 1929. Lucernariopsis ingår i familjen Kishinouyeidae.
Kladogram enligt Catalogue of Life och Dyntaxa:
| Lucernariopsis | \| \| Lucernariopsis campanulata \| \| \| \| \| \| Lucernariopsis capensis \| \| \| \| \| \| Lucernariopsis cruxmelitensis \| \| \| \| \| \| Lucernariopsis vanhoeffeni \| \| \| \| |
|                | \| \| Lucernariopsis campanulata \| \| \| \| \| \| Lucernariopsis capensis \| \| \| \| \| \| Lucernariopsis cruxmelitensis \| \| \| \| \| \| Lucernariopsis vanhoeffeni \| \| \| \| |
|                | Kishinouyea |
|                | |
|                | Sasakiella |
|                | |
|                | Lucernariopsis campanulata |
|                | |
|                | Lucernariopsis capensis |
|                | |
|                | Lucernariopsis cruxmelitensis |
|                | |
|                | Lucernariopsis vanhoeffeni |
|                | |

|  | Lucernariopsis campanulata    |
|  |                               |
|  | Lucernariopsis capensis       |
|  |                               |
|  | Lucernariopsis cruxmelitensis |
|  |                               |
|  | Lucernariopsis vanhoeffeni    |
|  |                               |